# Hálfdanar saga Brönufóstra
Hálfdanar saga Brönufóstra es una saga legendaria sobre Hálfdan Brönufostri, hijo del rey Hringr de Dinamarca. Escrita en nórdico antiguo aproximadamente a principios del siglo XIV.

## Sinopsis
En la saga, Halfdan escapa del reino de su padre tras el ataque del vikingo Soti, y en su exilio se dirige a vivir a Bjarmaland. Durante su travesía, es arrastrado por un hechizo de un troll llamado Jarnnef ("Nariz de Hierro") y naufraga en las costas de Helluland. En Helluland rescata a tres niños, hijos de un jarl de Escocia, que estaban prisioneros del troll y su esposa. Halfdan encuentra a una mujer-trol, llamada Brana, quien realmente es hija del rey de Valland, que fue raptada por el troll Jarnhauss ("Cráneo de Hierro") y la transformó en su estado actual. Ella pide a Halfdan y sus amigos venganza, y que maten a Jarnhauss y su séquito de trolls. A cambio, ella les proporciona protección y regala a Halfdan un anillo mágico, un protector que lo hace invulnerable a las armas afiladas, y un drakkar. Brana envía a Halfdan a Inglaterra donde gana el amor de Marsibil, hija del rey inglés Óláfr, y supera las artimañas del lugarteniente del rey, Aki, con ayuda de la magia de Brana. Finalmente, Halfdan se casa con Marsibil y sucede en el trono a Óláfr a su muerte. Halfdan regresa al reino de su padre y derrota a Soti y a su horda de vikingos.
Existe una secuela Sörla saga sterka, donde se aclara que Halfdan es el padre de Hogni de Hjaðningavíg.